# はじめての甲子園
『はじめての甲子園』（はじめてのこうしえん）は、火村正紀による日本の漫画作品。『月刊少年ガンガン』（スクウェア・エニックス）にて連載された。単行本は全7巻。略称は「はじっこ」。
2008年11月にドラマCD化もされている。

## あらすじ
生徒が一人しかいない私立土井中野高校に入学した二屋球人（にや きゅうと）は、一人ぼっちで野球を続けていた。しかし、校長が突如甲子園出場を宣言した。スカウトされた新入部員、五丈原竜（ごじょうげん りゅう）や一色緑（いっしき みどり）等と共に甲子園出場を目指す。

## 登場人物
※キャストはドラマCD版のもの。

### 土井中野高校
作者の出身地である愛知県にある高校で、中高一貫私立校だが生徒数は少ない。新メンバーが入るまでは生徒は二屋一人だった。また、教師も少なくアミ彦と校長しかいない。一時は人間よりも犬の割合のほうが多かった。生徒数が少ないため経営がギリギリなところを校長が頑張ってやっている。学校を宣伝するために甲子園に出場しようとしている。名前の由来は「ド田舎の高校」らしい。
二屋球人（にや きゅうと）
声：小林ゆう
本作の主人公。土井中野高校1→2年生。野球部キャプテンでポジションはキャッチャー。生徒会長でもある。プロ野球でピッチャーをしていた父親とバッテリーを組むのが幼い頃の夢だった。幼い頃に両親を亡くし、叔母夫婦に育てられた。新道伐人とはいとこ同士で両親をなくしてから高校に入るまで叔母夫婦とともに一緒に暮らしていた。現在は野球部の寮で生活している。柳の怪我を気遣い、左側を歩くようにするなど優しい一面もある。可愛い物好きで泣き虫。無類の犬好き。極度のファザコン。
一色緑（いっしき みどり）
声：白石涼子
甲子園出場のためスカウトされた選手。野球歴10年。女の子だが、男の子のような顔でよく間違えられる。そして口調も男勝りである。周りから胸はAAAカップと言われている。高校1→2年生、ポジションはピッチャーで右投げ、ノビのある剛速球が持ち味のかなりの実力派投手。のちにストレートと同じリリースからチェンジアップを投げられるようになる。特技はマッサージ。憧れの人は王貞治。紫は双子の兄。過去のトラウマで、幽霊やお化けといったホラー物が苦手。逆に感動モノにはしこたま感動し、アミ彦がたまたま見せたアニメに号泣するほど。幼少の頃、リトルリーグに入ることを親に反対された。
五丈原竜（ごじょうげん りゅう）
声：平田広明
緑と同じく、甲子園出場のためにスカウトされた高校1→2年生（ただし野球経験ナシ）。右投げ右打ちでポジションは基本的にはサード（柳にはベンチと言われていた）。「教師をボコって」前の高校を退学になったという不良（本人談によればそれはタイマンであった）。緑に好意有り。超高校級のパワーを持っており、緑によればバッティングセンスはあるらしいが守備はかなり下手。お姉ちゃんに変わってしまったお兄さんがいる。事あるごとに鼻血を噴出し、土高を血で染めている。
千代田アミ彦（ちよだ アミひこ）
声：関智一
土高唯一の教員ゆえに仕方なく野球部の顧問もしている。教育委員会のブラックリストに載っており、そのために土高をクビになれば雇ってもらえる学校がない。将来の夢は漫画家で、「萌え」な漫画やゲームに興味があり、それ故に生徒達からは呼び捨てで呼ばれたり、『アダルトチルドレン』（単行本では『アダルトチルドレン』が『ピーターパン』に変更）などと言われている。好きなタイプは血の繋がらない妹。職業が結婚サギ師の彼女に騙された過去があって貧乏。名前の「アミ」はラテン語で【友達】の意味で、テル彦の命名。危うく母親に「キミ彦mkII」や「AAA」や「あああ」とつけられるところだった。
雨四光柳（あめしこう やなぎ）
声：小林沙苗
大東海学園に在学する雨四光桜の弟。中学では全国制覇した天才ピッチャーだったが怪我で野球ができなくなり、転入当初は走ることもままならなかった。精密な打撃が得意。2人の兄にマネージャーにならないかと誘われ、大東海学園へ入学。そしてその後土井中野高校に転入。球人からは『やっくん』と呼ばれ、聞き間違いが多く、ドジな部分もある。新道からは『ケガ四光』と呼ばれていた。元々は左投げ左打ちだが、高校2年時の対大東海1年生の試合では右投げでセカンドを守っていた。
一色紫（いっしき ゆかり）
緑の双子の兄。右投げ右打ち。対大東海1年生の試合ではセンターを守っていた。黄朽葉と藍鉄に緑を連れ戻すよう頼む。昔は弱気な緑を庇ってやったことが多く、彼女の野球に対する才能も見い出していた。緑が野球を始めてから、自分も親に推されてリトルリーグに黄朽葉と藍鉄と共に入るが、まったく才能がなく、そのせいで野球が嫌いになった。現在でもスローボールを空振りして尻もちをつくほどである。リトルリーグに入りたいという緑の願いを叶えるため、緑と入れ替わったが、その後緑が入っていた女子チームを辞めている。自分と一緒に野球がしたいという緑の気持には全く気付いていなかった。緑との一対一の対決で初めてそのことを知った。ピアノの腕は中々のもので、夜音楽室で人体模型と共にピアノの練習をしていた。
三ツ矢元就（みつや もとなり）
土井中野高校新1年生。左投げ左打ちでポジションはピッチャーだが、ファーストもできるらしい。父親の転勤でイタリアへ引っ越す予定だったが、校長と親戚関係にあったため、寮生として入学した。野球経験はあり。窮地に追い込まれると、片言のイタリア語で誤魔化そうとする。
六丸信（ろくまる しん）
土井中野高校新1年生。右投げ左打ち。金髪を逆立てた典型的な不良。竜に憧れているが、特になんとも思われていない。実は野球経験者であったが一時期グレていたこともあってか顧問に毛嫌いされていた。そして嫌がらせが耐えられなくなって、辞めると同時に顧問をボコボコにしようと考えていたが、竜が代わりに顧問を殴ったことによって退学が免れた模様。その罪滅ぼしのためか、野球を避けていた。

#### 教師
千代田テル彦（ちよだ テルひこ）
アミ彦の叔父。鶴座島で旅館を営んでいる。かなりの人見知り。サングラスをしている時は基本的に関西弁を話すが、外した時は標準語を話し、一人称が「俺」から「僕」になる。旅館を経営する前は外科医をしており、そこでのトラブルがきっかけで人見知りになった模様。その後、心配したテル彦の兄が医療器具一式を送るが、医者だった頃のトラウマ故、使えずじまいであった。土井校の生徒の純真さと熱意に感動し、少しずつ心を開いてゆく。スペアのサングラスも生徒の人望もアミ彦に無いものを全て持っている。その後、新学期に際して医者としての腕を買われ、土井校に保険医として着任する。校長を含め、土井校3人目の教師となる。
校長（こうちょう）
私立土井中野高校の校長。全国を回って生徒をスカウトしてくる。またの名を『スナイパーよしお』。

#### 犬
カントク
土井中野高校の監督（メス・初登場時は生後3ヶ月）。男の子が好きで、なめなめする。大東海との勝負に土高が負けたため、雨四光桜に連れて行かれたが、柳に連れられ帰ってきた。二屋が他の犬に懐いているとショックを受ける。
コーチ
校長が連れてきたシベリアンハスキー。名前は「ヴォルグ」。多少熱血で上下関係に厳しい性格。語尾に『であります』とつけるのが口癖。しかし犬語で喋っているために、生徒には何を言っているか分からないと言われ、度々落ち込んでいる。妻と3匹の子持ち。脚力に自信がある。好きな言葉は「One for all」。2年目に常任の教師となり、1年生の担任となった。本当は事情で保健所に連れて行かれるところを、校長にスカウトされて土居中野高校に来た。仔犬に血統書が付くとのことなので、彼も同様らしい。
1号・2号・V3
コーチの子供。土井中野高校の応援団。

### 大東海学園
静岡県にある甲子園出場経験のある野球名門高校。男子校で、寮が設置されている。
新道伐人（しんどう ばっと）
声：櫻井孝宏
二屋の従兄弟で、小、中学時代にバッテリーを組んでいたが、二屋の捕手としての力不足に合わせた結果、成長しなくなってしまい、大東海学園で全く通用しなかったことから二屋を恨んでいる。高校入学後には一塁手に転身。金髪で、従兄弟だとは思えないほど顔も性格も似ていない。今は二屋との約束を破り名門大東海学園に通っている。女子大生のそっくりな姉がいる。本人曰く、『自分の毒舌がリトルリーグ級ならば自分の姉は大リーグ級』。人が一番言われたくない事を的確に突いてくるドS番長。その嫌われ方は登板した際に味方応援団から野次が飛ぶという程の前代未聞である。千鶴に「どんなスクールライフ送ってんのアイツ……」と驚愕されていた。別名『逆恨みの貴公子』。そんな新道に二屋が懐いているのは、新道の顔が二屋の父親そっくりなため。三元代との試合で負傷した桧尾に代わってピッチャーを務める。抑えとして好投をするが、結局藍鉄に特大場外サヨナラ満塁ホームランを打たれて敗北。その後控えの廊下で千鶴にピッチングを伝授してもらうよう頼む。
雨四光桜（あめしこう さくら）
声：鈴村健一
大東海学園2年生で新道の先輩。ポジションはセカンドで右投げ左打ち。茶髪。女好きだが女にはモテず、男子生徒に好かれていたり、小学校のときには雄の孔雀に求愛されるなど悲惨な境遇。男子校に入ってしまったことをかなり悔やんでいる。男女共学だった中学時代に10個は貰えたらしいバレンタインチョコが、男子高に入ってからは20個に増え、男子校の厳しさを知った。孔雀に求愛されたのがトラウマで鶏肉が苦手。2年時にスタメンであり、素晴らしいバッティングセンスと学校一の足を持つが、脳みそも軽く、新道に『アホ四光先輩』と呼ばれる始末。弟を溺愛している。しかし後に、その足の速さは自分のどの才能も及ばない野球の天才であった弟の柳に、負けたくない努力で唯一負けなかった能力であると判明した。女性に対する執着は人一倍で、試合後のインタビューで野球そっちのけで千鶴と共に彼女募集したり、対戦相手が共学だと男子校の神が降りてきてパワーアップする、荒神がモテていると勘違いし本気で呪い殺そうとしたり、最悪の印象を与えた荒神の姉達を紹介してくれとせがむなど必死な様子。ちなみに男子校108の必殺技の一つ、男の嫉妬（メンズ・ジェラシイ）を使うことができる。
雨四光千鶴（あめしこう ちづる）
声：杉田智和
大東海学園の野球部監督で、桜と柳の兄。茶髪で後ろで髪をまとめている。桜と同じく柳を溺愛している。エロ本収集などの趣味有り。お嫁さん募集中。新道からは『ダメ四光監督』と呼ばれているが名門高校の監督だけあり本来は指導と面倒見に優れた大人物で、それこそ（プライドが高い）新道からも頭を下げて指導を請うたほど。
荒神仁（あらがみ じん）
大東海学園1年生でキャッチャー。一見不良っぽく見えるが、実は4人姉弟の末っ子、上に3人の姉がいるお陰で、女々しい性格で泣き虫。そのため無口になってしまい、友達もいない。そのため野球部を辞めることを常々考えていたが、桜の説得（?）の甲斐もあって、新道とのバッテリーを組むことになる。実家は整骨院。
桧尾（ひのきお）
大東海学園の3年で主力ピッチャー。みんなから『ヒノ』と呼ばれる。三元大戦では、黄朽葉にピッチャーライナーを打たれ、捕球した時に右手を痛めて新道と交代した。ちなみに不動と同じ学年に弟がおり、ポジションはキャッチャー。
不動アキラ（ふどう あきら）
大東海学園の新道の後輩。右投げ右打ちの本格右腕で、大東海の次期エース候補。プライドが非常に高く実力も本物だが、多少天狗になっており、キャッチャーのリードを無視したり、部室の鍵を勝手に持ち歩くなど、自分勝手な横暴を繰り返している。
稗田（ひえだ）
大東海学園の新道の後輩。右打ちの強打者。打撃練習で何発も柵越えの長打を放ったり、冷静に打撃のプランを練ったりする実力者だが、超気分屋で自分の気分が悪いと練習を中断してしまうのが玉に瑕。
有栖川（ありすがわ）
大東海学園の新道の後輩。右投げの外野手。守備力が非常に高く、難しい打球を難なく捕球するが、性癖がドMで、常に自分がどうやってイジメて欲しいか逆算して生きているらしい。

### 阿野雲商業
長野県にある高校。守備が堅いが、打撃力がなく点が取れないという欠点を抱えている。
灰島陽（はいじま よう）
阿野雲商業1年ピッチャー。通称『ハイジ』。プライドが高く、超生意気で先輩を先輩とも思わない。おばあちゃんっ子。自称『柳の宿命のライバル』だが、柳には忘れられていた（倖のことはちゃんと覚えていた）。中学時代は変化球の名手と言われ、その予測不可能さで『山嵐』と呼ばれていた。劇中ではカーブとフォークを投げていた。
倖積十郎（ゆき せいじゅうろう）
阿野雲商業1年キャッチャー。通称『ユキ』。ハイジのなだめ役。たねからよくハイジのための手作りの物を持たされる。長野で名の知れた強打者。彼が点を取れないチームの為に編み出した、一か八かでホームランを打ちに行く打法は、『アルプス颪（おろし）』と呼ばれる。竜と互角かそれ以上の怪力を持つ。幼稚園の頃はハイジよりも身体が小さかったが、その優しさゆえ、給食でハイジや倉田の嫌いなものを食べてやったり、仲間の分まで強くなろうと必死で練習に励んだ結果、今では立派な体格の持ち主になった（単行本4巻収録の4コマより）。
平太 Nebel（へいた ネーベル）
阿野雲商業1年ファースト。通称『平太』。やたらとうるさい。ツッコミ兼ムードメーカー役。
倉田伶音（くらた れいん）
阿野雲商業1年ショート。通称『クラちん』。1年生の仲間としか話さない。パーカーでフードを被り、暗そうに思えるが、意外と口数が多い。野球とテレビだったらテレビの方が好き。合宿に小型テレビとアンテナ一式を持参し、甲子園試合後の桜と雨四光監督のインタビューを見せた。ハイジ主役のアクションRPGをプレイ済み。昔飼っていた犬、ペスに似ている二屋を倖とトレードしようとしたが、平太の抗議や緑が二屋を「私のもの」だと言ったことから断念したと思えたが、諦めてはいないようである。
舞山鞍人（まいやま くらうど）
通称『マイマイ』。阿野雲商業2年。ハイジ達の先輩。ハイジとの仲は最悪かと思われたが、実はハイジが同じ中学出身の仲間同士で固まってばかりで、チームに打ち解けないことに対して怒っていたことが判明。簿記2級。
瀬葉（せば）
阿野雲商業2年。普通の高校球児と思われていたが、ユニフォームの下にアニメTシャツを着込む隠れオタク。アミ彦曰く「スポーツマンとオタクのハイブリッド」。最近の悩みは、アニメ化された漫画のキャラと声優の声のイメージが合っていないこと。
灰島たね（はいじま たね）
ハイジの祖母。手作りでおやきや靴下を作ってくれるが、孫への愛が行き過ぎて、ハイジ主役の手作りアクションRPGまで作るコンピューターおばあちゃん。ユキのためにではなく、ハイジの合宿中の様子を知るために盗聴器の入ったカモシカのぬいぐるみをユキに持たせる。
ペス
昔倉田が飼っていた犬。倉田本人は死んでしまったと思っているようだが、家出して今は倖の家の犬となっている。倉田曰く、二屋に良く似ているらしいが、実際はまったく似ていない。

### 三元大付属高校
福岡県にある甲子園出場、優勝経験のある野球名門校。
黄朽葉剣（きくちば けん）
三元大高校の選手。通称『キク』。甲子園で得点を挙げることを条件に、緑を三元大に引き戻そうと考えている。ムダにポジティブな性格。相手の守備の弱点を正確に打ち抜くことから『レイピアの黄朽葉』の異名を持つ。大東海戦では9回裏、ピッチャー強襲で桧尾を負傷させた。女性陣からは結構黄色い声が上がる。
藍鉄シロウ（あいてつ しろう）
三元大高校の選手。通称『テツ』。黄朽葉とは逆にムダにネガティブな性格。どんな球でも打ち返し大ヒットにつなげることから『グレートソードの藍鉄』の異名を持つ。大東海戦では新道の完全にコースを外れたボール球を場外へと持っていった。幼い頃に黄朽葉に様々なトラウマを植え付けられた。トイレはヘラクレスオオカブトのおまるでしていたらしい。
黒紅梅（くろべに うめ）
一色家の家政婦。通称『ベニー』や『紅さん』。普段は穏やかな性格だが、藍鉄の怖がる態度を見ると性格が豹変、方言を使い、鬼のごとき性格になる。その凄まじさには主人である紫ですら何も言えない。しかし彼女の怒りでは藍鉄のやる気は引き出せなかった。

### その他
森野りんご（もりの りんご）　　
フィギュア。まだ野球部に二屋しかいなかった時、アミ彦がせめてものなぐさめにと連れてきた（持ってきた）女子マネージャー。魔法の国の女王候補の一人で、語尾に「りん」とつけるのが特徴。大東海との勝負に土井高が負けたため、カントクと共に雨四光桜に連れて行かれた。部費で購入されたらしい。劇中でテレビアニメ化もしている。
もな子ちゃん（もなこちゃん）
竜への恋愛指南のため、アミ彦が用いた恋愛シミュレーションゲーム『はじめてのおつきAi』の妹キャラ。
兎と熊（うさぎとくま）
二屋の感情変化時（驚いた時や緑に結婚を要求した時など）に現れるクマとウサギ。詳しい生態は不明。名前は『上野』と『御徒町』らしい。